# Christiane-Wilhelmine de Saxe-Eisenach
Christiane-Wilhelmine de Saxe-Eisenach (en allemand Christiane Wilhelmine von Sachsen-Eisenach) est née à Altenkirchen le 3 septembre 1711 et meurt à Idstein le 27 novembre 1740. Elle est la fille du duc Jean-Guillaume de Saxe-Eisenach (1666-1729) et de la princesse Madeleine Sibylle de Saxe-Weissenfels (1673-1726).

## Mariage et descendance
Le 26 décembre 1734 elle épouse à Eisenach le prince Charles de Nassau-Usingen (1712-1775), fils de Guillaume de Nassau-Usingen (1684-1718) et de Charlotte de Nassau-Dillenbourg (1680-1738). Le couple a quatre enfants: 
- Charles-Guillaume de Nassau-Usingen (1735-1803), prince de Nassau-Usingen de 1797 à 1803, en 1760 il épousa Caroline-Félicitée de Leiningen-Dagsbourg (1734-1810). (trois enfants)
- Christine de Nassau-Usingen (1736-1741)
- Frédéric-Auguste de Nassau-Usingen, prince de Nassau-Usingen, duc de Nassau
- Jean-Adolphe de Nassau-Usingen (1740-1793)